# فنسنت داريوس
فنسنت داريوس هو كاهن كاثوليكي غرينادي، ولد في 6 سبتمبر 1955 في Crochu ‏ في غرينادا، وتوفي في 26 أبريل 2016 في مركز بلفو الطبي في لبنان بسبب سرطان.